# Дорошенко Микола Петрович (архітектор)
Микола Петрович Дорошенко (19 грудня 1954, с. Тязів, Тисменицький район Івано-Франківської області — 2 березня 2021) — головний архітектор Івано-Франківської області, член Української Академії Архітектури та національної спілки архітекторів України. Запроєктував та побудував багато житлових та громадських будівель. Однією із споруд є «Банк Україна» (зараз Управління державного казначейства в Івано-Франківській області), побудована у 1996 році

## Біографія

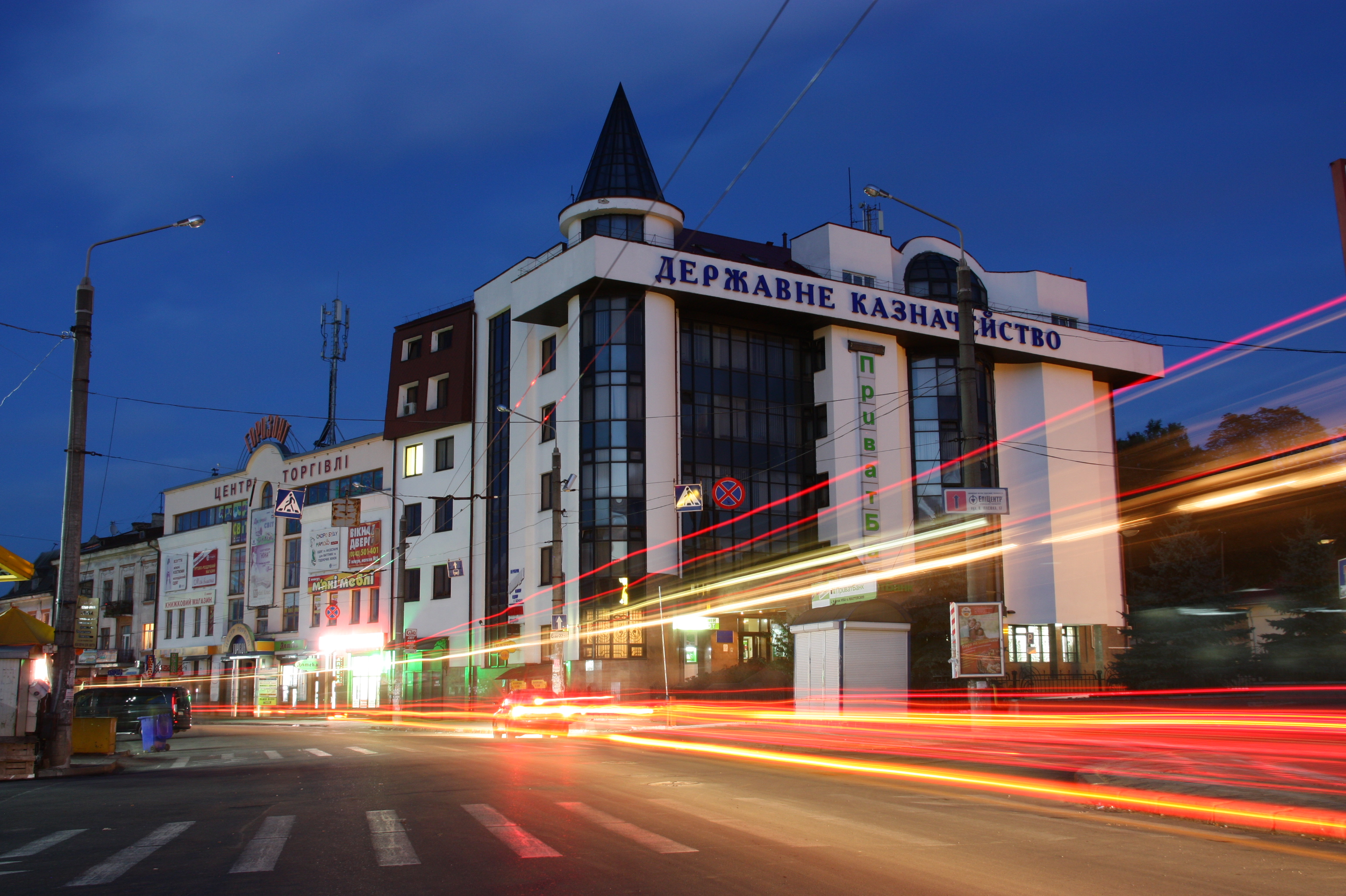
Банк «Україна», збудовано 1996 р.

Народився 19 грудня 1954 року в с. Тязів Тисменицького району Івано-Франківської області.
Закінчив Тязівську школу (1962—1970 рр.) та Ямницьку середню школу (1970—1972 рр.).
Закінчив Львівський політехнічний інститут, за спеціальністю «Архітектура» (1976—1981 рр.)
1981—1984 рр. — архітектор в інституті «Агропроект» (м. Івано-Франківськ).
1984—1990 рр. — завідувач лабораторії технічної естетики в «Івано-Франківському інституті нафти і газу».
1990—1994 рр. — заступник начальника управління архітектури та містобудування, головний художник міста Івано-Франківська.
З 1993 р. — член Української академії архітектури.
З 1995 р. — член національної спілки архітекторів України.
1994—1999 рр. — директор творчої архітектурної майстерні «Ательє Архітектури 1991».
1999—2006 рр. — директор ПП «Ательє Архітектури».
2006—2008 рр. — заступник начальника управління архітектури та містобудування.
З 2008—2009 рр. — заступник начальника інспекції Державного Архітектурно-будівельного контролю в Івано-Франківській області.
2015—2019 рр. — головний архітектор Івано-Франківської області.
Помер 2 березня 2021 року.

## Нагороди
- Віднесено до TOP-100 архітекторів України за версією архітектурного журналу А+С (2006)[5]